# 大內站
大內站（日语：／ Ōuchi eki */?）是一位於日本愛媛縣宇和島市三間町古藤田、隸屬於四國旅客鐵道（JR四國）的鐵路車站。車站編號為G42。現時為無人站，但可以從車站旁的民居購買單程票。

## 車站結構

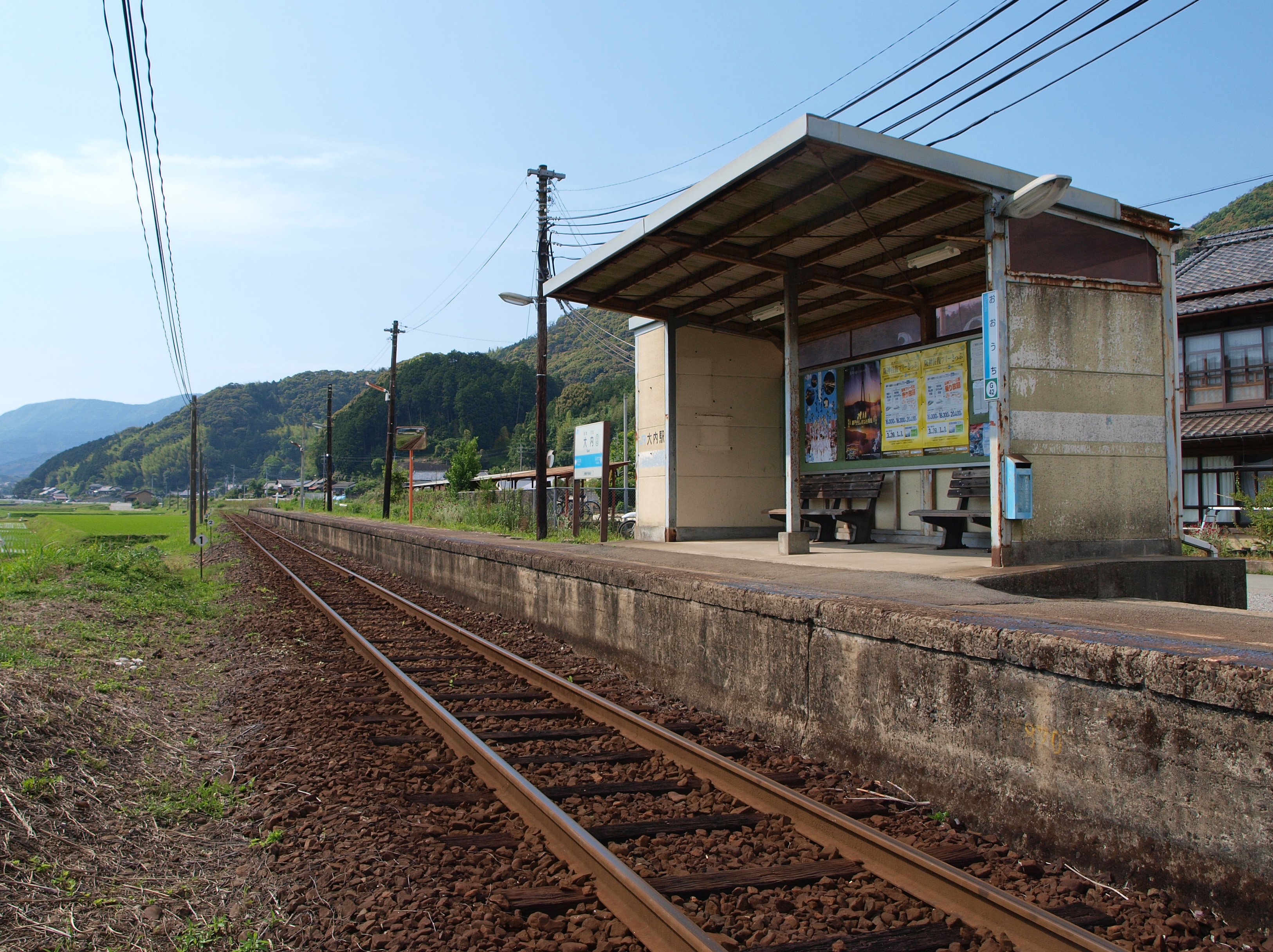
月台(2010年5月)

本站採用簡易車站設計，和附近的務田站、出目站及二名站一樣，原先是設有站舍的，但後來這些站的站舍都全被拆去，並在原本的月台上加設了有蓋的候車室代替。站舍原址則經過道路平整後，現成為車站前的小廣場及停車處。
月台格局和鄰近的二名站相同，候車處位於月台末端向深田站方向，旁邊設有上落月台用的樓梯，但是，車站洗手間卻不是如其他車站般設有旁邊，而是獨立在月台外。儲物室則仍舊設於候車亭旁。
本站只有側式月台1個，提供1線1面的月台配置，因此列車不能在本站交換。月台的有效長度為5卡。往宇和島方向時，列車右邊車門會打開，而往近永站方向時，則左邊車門會打開。

### 月台配置
| 路線    | 方向     | 目的地                 |
| ------- | -------- | ---------------------- |
| ■予土線 | （上行） | 近永、江川崎、窪川方向 |
| ■予土線 | （下行） | 宇和島方向             |

## 歷史
- 1914年10月18日：隨宇和島鐵道通車而開業，當時拼音串法為おおち。
- 1933年8月1日：宇和島鐵道國有化，拼音串法改為おおうち[5]。
- 1987年4月1日: 日本國鐵分割民營化，車站的營運由JR四國繼承。

## 使用狀況
根據國土交通省「國土數值情報」，以下為1日平均上下車人次：
| 年度 | 1日平均 乘車人次 | 1日平均 乘車人次 |
| ---- | ---------------- | ---------------- |
| 2011 | 38               |                  |
| 2012 | 42               |                  |
| 2013 | 34               |                  |
| 2014 | 30               |                  |
| 2015 | 34               |                  |
| 2016 | 34               |                  |
| 2017 | 34               |                  |
| 2018 | 30               |                  |
| 2019 | 34               |                  |
| 2020 | 20               |                  |
| 2021 | 24               |                  |
| 2022 | 14               |                  |

## 相鄰車站
四國旅客鐵道
■予土線
深田（G41）－大內（G42）－二名（G43）

## 外部連結
- JR四國大內站 （页面存档备份，存于）